# Fjellsrud
Fjellsrud is een plaats in de Noorse gemeente Lillestrøm, fylke Akershus. Fjellsrud telt 425 inwoners (2007) en heeft een oppervlakte van 0,41 km².